# Nav (rapper)
Navraj Singh Goraya (3 de novembro de 1989, Toronto), conhecido profissionalmente como Nav (estilizado como NAV ou ΠΔV), é rapper canadiano, cantor, compositor e produtor musical de Rexdale, Ontario.
Nav começou sua carreira como produtor, coproduzindo Back to Back, indicado ao Grammy por Drake em 2015. Sua carreira começou a decolar em 2016, quando sua música "Myself" se tornou viral. Nav assinou com a XO e a Republic Records e lançou sua mixtape de estréia auto-intitulada, bem como Perfect Timing com Metro Boomin. Em 2018, Nav lançou seu primeiro álbum de estúdio, Reckless, e seguiu com um segundo álbum em 2019, intitulado Bad Habits, que estreou no número um na Billboard 200 dos EUA.
Em 2020, Nav lançou sua música mais alta, "Turks", que estreou no número 17 na Billboard Hot 100. Seu terceiro álbum de estúdio, Good Intentions, foi lançado em 8 de maio de 2020. Três dias depois, ele lançou a mixtape comercial Brown Menino 2 como a versão deluxe do álbum.

## Início de vida
Navraj Singh Goraya nasceu em 3 de novembro de 1989 em Toronto, Canadá, e foi criado em Rexdale. Ele é descendente de Punjabi; seus pais são sikhs originários do estado de Punjab, no norte da Índia. Sua mãe estava envolvida na fabricação de computadores e seu pai operava uma empilhadeira. Goraya first became interested in music after his mother bought him a boombox in the third grade. Goraya primeiro se interessou por música depois que sua mãe comprou para ele um boombox na terceira série. Seu tio, que era um cantor popular em Punjab, também o levou a um estúdio. Ele começou a fazer mash-ups no ensino médio e a produzir batidas para artistas underground locais de Toronto, e tornou-se popular no SoundCloud. Goraya começou a produzir usando o software ACID Pro da Sony. [1] Nav frequentou o Thistletown Collegiate Institute para estudar no ensino médio e teve que passar mais um ano para se formar. Após o ensino médio, Nav cursou e se formou no Metalworks Institute em 2010 com um diploma em Produção e Engenharia de Áudio. Nav attended Thistletown Collegiate Institute for his high school education and had to spend an additional year to graduate.  Following high school, Nav attended and graduated from Metalworks Institute in 2010 with a diploma in Audio Production and Engineering.